# 佐野越守
佐野 越守（さの えつしゅ）は、日本の造園家・作庭家。弟である佐野旦斎と戦前から戦後にかけて活躍した。
代表作に、北村美術館「四君子苑」庭園などがある。